# Soros György
Soros György (angolul: George Soros), születési nevén Schwartz György (Budapest, 1930. augusztus 12. –) magyar születésű amerikai üzletember és filantróp, közgazdász, a reflexivitás közgazdasági elméletének kidolgozója.  2020-ban a Forbes őt nevezte a világ "legnagylelkűbb adományozójának".
A Forbes 2014. májusi listáján az Amerikai Egyesült Államok 17., a világ 29. leggazdagabb embere volt 24,5 milliárd dollárnyi becsült vagyonnal. 2017-ben 18 milliárd dollárt utalt át az általa alapított Open Society Foundations szervezetnek. Ennek következtében 2019 májusában a Bloomberg Billionaires Index szerint már csak a világ 218. leggazdagabb embere volt, 7 milliárd dollárral. A Forbes kimutatása szerint 2021-ben, 8,6 milliárd dolláros vagyonával a világ 288. leggazdagabb embere volt, egyben a második leggazdagabb magyar, Péterffy Tamás után.
Kezdetben merész pénzügyi spekulációi révén vált híressé, az 1992-es „fekete szerda” (Black Wednesday)) bekövetkezésében vállalt szerepéért a sajtóban kiérdemelte „Az ember, aki megtörte a Bank of England'et ” címet.
Elkötelezett támogatója a liberális, progresszivista, emberi jogi ügyeknek, az ezekre fókuszáló civil és politikai szervezeteknek. Adományai révén sokszor világpolitikai eseményekben is szerephez jutott. Az általa létrehozott és finanszírozott Soros Alapítvány (a későbbi Open Society Foundations) az 1980-as években a keleti blokk országaiban, köztük Magyarországon számos embert, alkotói műhelyt, kulturális terméket támogatott, akik, amelyek enélkül nem sok jóra számíthattak a kései szocializmus állami mecenatúrájától, amennyiben legfeljebb a „tűrt” kategóriába voltak sorolhatóak. Ezzel kulturális téren egyengette az utat a kelet-európai rendszerváltások előtt. A támogatott személyek között volt Orbán Viktor is, aki a Közép-Európa Kutatócsoport munkatársa volt, majd a Soros Alapítvány ösztöndíjával Oxfordban tanult. A rendszerváltás után az általa alapított Közép-európai Egyetem (CEU) támogatta a volt szocialista blokk országainak demokratizálódását.
Az USA-ban a Demokrata Párt jelentős támogatója volt. 2018-ban a Financial Times nevű brit gazdasági lap a nyitottság, a média szabadsága és az emberi jogok védelmében végzett munkájára hivatkozva az Év Emberének választotta. Ezen kívül a tiszteletére egy kisbolygót is róla neveztek el, amely a 3652 Soros nevet kapta.
A liberális, progresszivista erők felkarolása miatt az általa támogatott civil szervezetekkel együtt időről időre a jobboldali, konzervatív vagy autoriter kormányok célkeresztjébe kerül. A 2010-es évektől a magyar kormány intenzív kampányt folytatott ellene. Ezt Soros európai migrációs válsággal kapcsolatos megnyilatkozásaival indokolták.
A magyar médiában 2015 után a kormányzati kampány termékeként vagy közvetett eredményeképpen már több mint 600 új magyar szó, szóösszetétel született Soros György vezetéknevével, mint a Soros-terv, vagy a Soros-ellenes. Ezeket 2023 nyarán szótár formájában is megjelentették.

## Élete

### 20. század
Magyar zsidó családban született, édesapja Schvartz Tivadar (Soros Tivadar) ügyvéd, író, eszperantista volt, bátyja Soros Pál mérnök. Apja az első világháború idején orosz fogságba esett és ott tanult meg eszperantóul. 1922-ben egyik alapítója volt a Literatura Mondo című eszperantó irodalmi folyóiratnak. (Apja nyomában Soros György is eszperantista lett). Apja a családi nevüket 1936-ban változtatta meg Sorosra. 1944-ben 14 éves fiát, az ifjú Györgyöt egy minisztériumi tisztviselő rejtegette a dunai Lupa-szigeten, így sikerült túlélnie a holokausztot. Fiatalemberként megtapasztalta, hogy Magyarország német megszállásával bekövetkezett az, ami addig a legtöbb magyar-zsidó identitású ember számára elképzelhetetlen volt Magyarországon: a zsidók tömeges üldözése és deportálása.
Aznap, amikor a sárga csillagot bevezették, korán reggel villamosozni hívtam a kisebbik fiamat. Mondhatni, tanulmányútra indultunk. Könnyen ráállt, hogy együtt mérjük fel, mit tart a közvélemény az emberi jogok e durva megsértéséről. A villamoson az emberek kissé komorabb képet vágtak, mint máskor – de talán egyszerűen csak álmosak voltak. Mindenki úgy tett, mintha nem venné észre, hogy léteznek férfiak, nők és gyermekek, akik sárga csillagot hordanak a mellükön.
Soros György 2003-ban a Fortune magazin riporterének így nyilatkozott erről:
Az én világlátásomat a második világháború tragikus tapasztalatai formálták. Amikor Magyarországot megszállta a náci Németország, és deportálták a zsidókat Auschwitzba. Én elég szerencsés voltam azzal, hogy édesapám megértette, hogy ami Magyarországon folyik, az nem normális. Hogy ez távol áll az egyensúlyi állapottól. És ha követed azokat a szabályokat, amelyeket általában követsz, akkor meghalsz. Ez volt az én tapasztalatom a második világháborúról, és alapvetően ezt a tapasztalatot alkalmaztam mind a globális pénzpiacra, mind pedig politikai nézeteimet tekintve.
1947-ben vándorolt ki. A Bernben megrendezett Eszperantó Világkongresszusra utazott ki magyar küldöttként, onnan az ifjúsági eszperantó világkongressusra ment Ipswich-be az Egyesült Királyságba, de onnan már nem jött haza. 1952-ben diplomázott a London School of Economicson, 1956-ban költözött az Amerikai Egyesült Államokba.
1962–1965 között filozófiával foglalkozott. Egy évtizeden keresztül egy tőzsdei cégnél alkuszként és értékpapír-elemzőként dolgozott. 1969-ben megalapította a Quantum Befektetési Alap nevű hedge fundot, 1983-ban pedig a Soros Alapítványt, amit a következő évben Magyarországra is kiterjesztett. Sikeres tőzsdei tapasztalatai alapján vitatta azt, hogy a pénzpiacok az egyensúly felé tartanának, és hogy az erre alapított gazdaságpolitikák sikeresek lehetnének. Kidolgozta és 1987-ben megjelent munkájában (A pénz alkímiája) közzétette közgazdasági elméletét a reflexivitásról. 1994-ben elindította a Global Power Investmentset. 1989-ben a Magyar Kulturális Kamara tiszteletbeli elnökének választották.
1988-ban Franciaországban a Quantum Befektetési Alap a Société Générale akkor állami bank részvényeinek befolyásolásra alkalmas részét (95 ezer részvényt 50 millió dollár akkori értékben) bennfentes kereskedelemmel szerezte meg. Egy 14 évig tartó vizsgálat Sorost vétkesnek mondta ki az ügyben 2002-ben, míg másokat felmentettek. Ez ellen fellebbezett, de 2006-ban a fellebbviteli bíróság is bűnösnek találta. Ez az egyetlen ügy amelyben valaha elítélték, ezért 2006-ban a strasbourgi Emberi Jogok Európai Bíróságához fordult, mert szerinte az eljárásban nem a jogszabályoknak megfelelően jártak el.
A Soros Fund Management befektetési alapkezelő társaság és a Nyílt Társadalom Intézet elnöke. A lengyel Szolidaritás és a csehszlovák Charta ’77 mozgalomnak nyújtott segítsége hozzájárult a Szovjetunió befolyásának gyengüléséhez, végül megszűnéséhez.
1992. szeptember 16-án a Black Wednesday során a brit jegybank által kibocsátott angol font árfolyama ellen spekulált, és a befektetői nyomás miatt a font kikerült az akkori európai átváltási mechanizmusból.
1993-ban a német márka árfolyama ellen spekulált a Németország újraegyesítése miatti gazdasági terhek miatt. Londonban megjelent egy cikke Le a német márkával (Down with the D-Mark!) címmel, amelyben leírta véleményét, miért fog az árfolyam jelentősen csökkenni, ez azonban nem következett be.
1994-ben megkapta a Magyar Érdemrend parancsnoki keresztje a csillaggal kitüntetést.

### 21. század
2002-től Budapest díszpolgára, amellyel egy „Civis Honoris Causa Budapestini” feliratú, három centiméter átmérőjű, 18 karátos aranyérem is járt. 2004-ben Mádl Ferenc köztársasági elnök a Magyar Köztársasági Érdemrend nagykeresztjének polgári fokozatával tüntette ki.
Orosz és nyugati elemzők szerint a 2003-as grúz rózsás forradalom sikere az ő finanszírozása és szervezése nélkül aligha lett volna elképzelhető, bár szerinte ezek a vélemények messzemenőkig túlzóak. Az Egyesült Államok belpolitikájának alakításában is tevékenyen részt vett a 2004-es elnökválasztás során, a George W. Bush megbuktatására tett erőfeszítések nagy összegű támogatásával.
A 2004. évi ukrán „narancsos forradalom” az ő támogatásával érte el Ukrajna politikai irányultságának megváltozását. Fehéroroszországban az ellenzéki erők támogatása miatt persona non gratának nyilvánították.
Az amerikai jelzáloghitel-válságot a második világháború előtti nagy gazdasági világválsághoz hasonlította. Korábban többször is figyelmeztetett a közelgő válságra, és előrelátását kamatoztatva jelentős haszonra tett szert. Az általa vezetett legnagyobb befektetési alap tíz százalékos profitot ért el 2008-ban, miközben vetélytársai óriási összegeket veszítettek.
2008. október 9-én az OTP Bank részvényei 22%-ot estek egy, a kereskedés végén érkezett order következtében. Kiderült, hogy az OTP megtámadása mögött a Soros Fund Management állt, amely a tranzakcióval 675 ezer amerikai dollárt nyert. A tőkepiaci tevékenysége során megsértette a piacbefolyásolás tilalmára vonatkozó jogszabályi előírásokat, ami miatt a Pénzügyi Szervezetek Állami Felügyelete bírságot szabott ki rá. Soros közleményében kijelentette, hogy nem ő adott megbízást az ügyletre, és sajnálja a történteket.
2010-ben egy szervezeti leépítés után a Soros Alapítvány tervszerűen visszavonult és beszüntette nyilvános magyarországi adományozó tevékenységének rendszerét.
2010 júniusában a bécsi Institute of International Finance nemzetközi pénzügyi intézet rendezvényén a pénzügyi válságról így nyilatkozott: „Nem zárható ki a kettős recesszió kialakulása. Tulajdonképpen a második felvonás csak most kezdődik, amikor a pénzpiacok kezdik elveszíteni bizalmukat az adósságlevelekben. A reflektorfény ugyan Görögországra és az euróra vetül, de a hatás világszerte érezhető lesz.”
2010 októberében a Nyílt Társadalom Alapítványon keresztül egymillió amerikai dollárt adományozott az október 4-én bekövetkezett ajkai vörösiszap-katasztrófa károsultjainak megsegítésére.
2011-ben megvádolta Izrael államot azzal, hogy a legfőbb akadálya a demokrácia kiépülésének a Közel-Keleten. Zsidó szervezetek sokszor támadják anticionista aktivitása miatt.

#### A migrációs válság
Soros György 2015 szeptemberében, az európai migrációs válság tetőpontján „A menekültügyi rendszer újjáépítése” című írásában fogalmazta meg ezzel kapcsolatos elgondolásait. Ezek lényege a következő:
1. Az EU-nak évente legalább egymillió menedékkérőt kell befogadnia az előrelátható jövőben, ennek terheit méltányosan kell elosztani.
2. Az EU tegyen globális erőfeszítéseket, hogy Libanon, Jordánia és Törökország megfelelő anyagi alapokhoz jusson a területükön tartózkodó menekültek ellátására.
3. Az EU hozzon létre egységes menekült- és migránsügyi irodát, egységes parti őrséget.
4. A menedékkérők számára biztonságos csatornákat kell létrehozni, amelyek segítik, hogy Görögországból és Olaszországból a célországukba jussanak.
5. „Az EU által kifejlesztett műveleti és pénzügyi megállapodásokat kell használni arra, hogy globális normákat lehessen megszabni a menedékkérők és migránsok kezelésére.”
6. Ahhoz, hogy az EU évente több mint egymillió menedékkérőt tudjon integrálni, az EU-nak mozgósítania kell a privát szektort – NGO-kat, azaz civil szervezeteket, egyházi csoportokat, vállalatokat – hogy szponzorként működjenek közre.

2016. július 19-én a Foreign Policy című lapban fejtette ki véleményét az európai migrációs válságról, az Ez Európa utolsó esélye menekültügyi politikájának rendbetételére című írásában. A javaslatait az alábbi hét pont tartalmazza:
1. Az EU és a világ többi része fogadjon be jelentős számú, legalább 300 ezer menekültet biztonságos és rendezett módon.
2. Az EU szerezze vissza a határai feletti ellenőrzést.
3. Az EU teremtse elő azokat a pénzügyi forrásokat, amelyek biztosítják az előtte álló kihívások kezelését.
4. Alakítsanak ki közös európai mechanizmusokat a határok védelme, a menedékkérelmek elbírálása és a menekültek elhelyezése terén.
5. Alakítsanak ki egy olyan mechanizmust, amely a menekülteket Európán belül közös egyetértés alapján helyezi el.
6. Az EU nagyvonalúbban támogassa a menekülteket befogadó, unión kívüli országokat.
7. Az EU alakítson ki egy olyan környezetet, amelyben a gazdasági migrációt az európai népek érdekében lehessen felhasználni.

Egy szintén 2016-os írásában kijelentette, hogy az Európai Uniónak nem szabad arra köteleznie a tagállamait, hogy akaratuk ellenére bevándorlókat fogadjanak be.
E javaslatokat a magyar kormánypárti média úgy magyarázta, hogy Soros György több millió migránst (köztük valószínűleg nagy számú muszlim terroristát) kíván Európába beengedni és letelepedésüket emberbaráti adományokkal segíteni. Ebben pedig szerintük a magyarországi segítőtársai a Soros által finanszírozott különféle civil szervezetek. Ehhez hasonló kritikák szórványosan az ellenzéki, liberális véleményformálóknál is felbukkantak, pl. Seres László publicisztikájában: „Soros, ha rajta múlna, gigantikus összegeket költene a többnyire illiberális, intoleráns és antiszemita közegből érkező menekültek végleges letelepítésére és integrálására, nem pedig a migráció okainak legalább részbeni kezelésére” „…elképesztő látni a dokumentumokból, hogy a dollármilliárdokban érkező támogatásokat nem demokratikus szellemű, nyitott civil szervezetek és intézmények kapták az elmúlt években, hanem a szabadság és a kapitalizmus ellenségei.” „Hogy tényleg egyértelmű legyen: semmi sem bizonyítja, hogy Soros valami gonosz „háttérhatalmi” tervet eszelt ki Európa migránsokkal történő elfoglalására, ám naivitása […] vakká és süketté teszi a racionális ellenérvekre.”

#### A Közép-európai Egyetem
Az ellenzéki sajtó szerint a Soros György ellen indult támadás része volt a felsőoktatási törvény kivételesen sürgős eljárásban tárgyalt és megszavazott módosítása, amely az Európai Unión kívüli külföldi felsőoktatási intézmények működésének szabályaira vonatkozott. Bár a törvénymódosítás 28 Magyarországon működő egyetemet is érint, sokan úgy vélték, hogy a célpont a Soros György által alapított Közép-európai Egyetem.
2017. június 1-jén a HVG véleményrovatában megjelent Európa feltámadhat című írásában dicsérő szavakkal üzent a magyaroknak: „Csodálom a magyarok bátorságát, amivel szembeszállnak Orbán maffiaállamának szemfényvesztésével és korrupciójával.”
Az Európai Unió Bírósága 125/20. sz. sajtóközleménye szerint (Luxembourg, 2020. október 6.), a Bizottság kontra Magyarország
közötti C-66/18. sz. ügyben hozott ítéletében a Bíróság kimondta, hogy " a Magyarország által bevezetett azon feltételek, amelyek lehetővé teszik a külföldi felsőoktatási intézmények tevékenységének Magyarország területén való gyakorlását, az uniós joggal összeegyeztethetetlenek".

## Művei

### Magyarul
- A lehetetlen megkísértése. A kelet-európai forradalmak és a Soros alapítvány; ford. Bojtár Endre, Puszta Dóra; 2000 Irodalmi és Társadalmi Egyesület, 1991 (2000 könyvek) ISBN 963-04-1078-8
- Ő a Soros! Aki kérdez: Krisztina Koenen; ford. Baranyai Edit, Tolmár Tamás; Ab Ovo, Budapest, 1994
- A pénz alkímiája. A piac gondolataiban olvasva; ford. Facsinay Kinga, Harangozó Mária, előszó Paul Tudor Jones II.; Európa, Budapest, 1996 ISBN 9630758342
- A globális kapitalizmus válsága. Veszélyben a nyílt társadalom; ford. Nagy Márta; Scolar–Magyar Könyvklub, Budapest, 1999 ISBN 936-548-939-3
- A nyílt társadalom avagy A globális kapitalizmus megreformálása; ford. Nagy Márta; Scolar, Budapest, 2001 ISBN 978-963-919-3550
- Az amerikai hatalmi lufi. Az amerikai hatalom visszaterelése a helyes útra; ford. Gebula Judit, Várszegi Sarolta; Scolar, Budapest, 2004 ISBN 963-953-405-6
- A gyarlóság kora. A terror elleni háború következményei; ford. Nagy Márta; Scolar, Budapest, 2007 ISBN 978-963-953-4865
- A 2008-as hitelválság és következményei. A pénzügyi piacok új paradigmája; ford. Nagy Márta; Scolar, Budapest, 2008 ISBN 978-963-244-0897
- A 2008-as hitelválság és következményei. A pénzügyi piacok új paradigmája; ford. Nagy Márta; 2. bőv. kiad.; Scolar, Budapest, 2010
- Pénzügyi vihar Európában és az Egyesült Államokban. Tanulmányok; ford. Nagy Márta; Scolar, Budapest, 2012 ISBN 978-963-244-3508
- Soros-előadások a Közép-európai Egyetemen; ford. Gebula Judit; Scolar, Budapest, 2013 ISBN 978-963-244-3676
- A nyílt társadalom védelmében; ford. Felcsuti Péter; Noran Libro, Budapest, 2020

### Angolul
- Underwriting Democracy (1991)
- George Soros, The Bubble of American Supremacy, column in the Atlantic Monthly, 2003. december
- Johnson's Russia List Issue – Moskovsky Novosti: George Soros, Bitter Thoughts with Faith in Russia
- (stop-imf) FT: Soros on Brazil – Aug 13, 2002
- George Soros, The Bubble of American Supremacy, audio recording of the Atlantic Monthly article. Assistive Media.
- George Soros, On Israel, America and AIPAC

### Interjúk
- Christoph Bertram és Uwe Jean Henser interjúja
- The Leonard Lopate Show (WNYC) – Audio Archive: "George Soros on Freedom" Archiválva 2006. október 1-i dátummal a Wayback Machine-ben
- frontline: the crash: interviews: george soros
- Wall $treet Week with FORTUNE . TV Program | PBS Archiválva 2010. október 10-i dátummal a Wayback Machine-ben
- Challenge: The international financial crisis – International ... Archiválva 2010. december 31-i dátummal a Wayback Machine-ben
- NOW with Bill Moyers. Transcript. David Brancaccio interviews ... Archiválva 2010. augusztus 7-i dátummal a Wayback Machine-ben
- Booknotes with Brian Lamb. Transcript and streaming video.
- Rocketboom: The Age of Fallibility (Video, 2006)
- Google Video: Eric Schmidt, CEO of Google interviews George Soros (Video, 2006)

### Életrajzok
- Forbes.com: Forbes lista – a 400 leggazdagabb ember Amerikában Archiválva 2012. május 5-i dátummal a Wayback Machine-ben
- PrimeBiography.com: George Soros a világ legnagyobb üzletembereinek életrajzai[halott link]

### Beszédei
- Testimony of George Soros to a congressional sub-committee, Sept. 15, 1998
- The Theory of Reflexivity Delivered April 26, 1994 to the MIT Department of Economics World Economy